# Пожежний поїзд

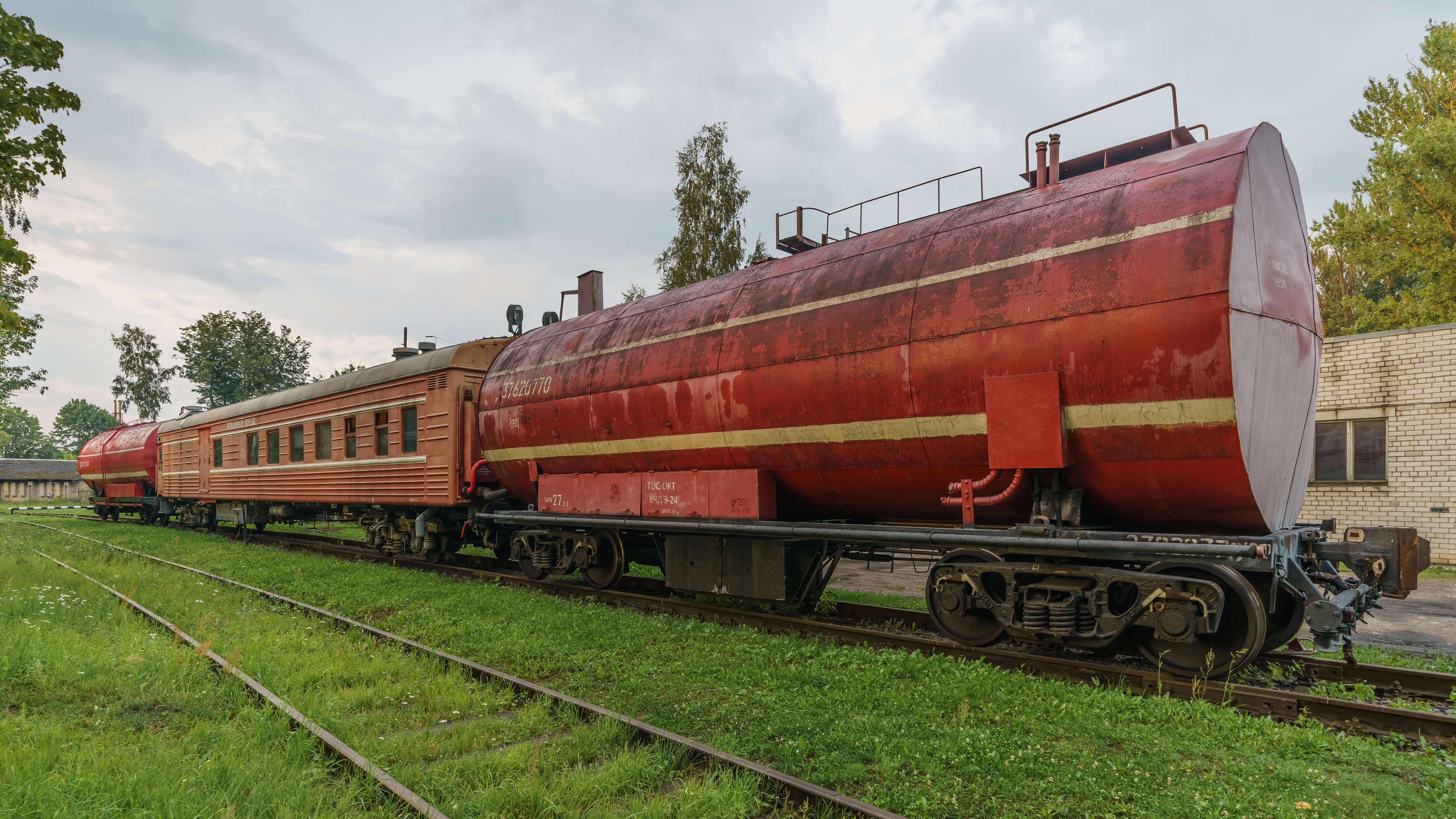
Пожежний поїзд

Пожежний поїзд — залізничний состав, призначений для гасіння пожеж на залізницях і на об'єктах, розташованих поблизу смуги відведення. У СРСР пожежний поїзд знаходився на озброєнні підрозділів пожежної охорони міністерства шляхів сполучення. Пожежний поїзд включає насосну станцію, декілька цистерн-водосховищ і вагон-гараж.
Насосна станція обладнана на базі пасажирського вагона, в якому передбачено відділення для особового складу і машинного відділення, де встановлюють пожежні відцентрові насоси з двигунами внутрішнього згорання або причіпні пожежні мотопомпи, а також розміщують пожежне устаткування. Ємність цистерн 25—50 м³. У вагоні-гаражі встановлюють пожежну автоцистерну.

## Забарвлення поїзда
Вагони пожежного поїзда розфарбовуються у червоний колір з білими горизонтальними смугами.